# White Light
White Light, kallad så på grund av bilden på coveret (orden "White Light" finns inte på coveret, så albumet går ibland under namnet Gene Clark) är det första egentliga soloalbumet till sångaren och låtskrivaren Gene Clark. Albumet lanserades av skivbolaget A&M Records augusti 1971.
Albumet återutgavs 2002 med bonusspår bestående av en alternativ mix och fyra tidigare outgivna låtar.

## Låtlista
Sida 1
1. "The Virgin" – 3:40
2. "With Tomorrow" (Gene Clark, Jesse Ed Davis) – 2:27
3. "White Light" – 3:41
4. "Because of You" – 4:06
5. "One in a Hundred" – 3:36

Sida 2
1. "For a Spanish Guitar" – 5:00
2. "Where My Love Lies Asleep" – 4:23
3. "Tears of Rage" (Bob Dylan, Richard Manuel) – 4:15
4. "1975" – 3:49

Bonusspår på 2002 års återutgåva på Universal/A&M
1. "Because of You" (alternativ mix) – 4:04
2. "Stand by Me" (Ben E. King, Jerry Leiber, Mike Stoller) – 2:43
3. "Ship of the Lord" – 2:32
4. "Opening Day" – 4:00
5. "Winter In" – 3:17

Alla sånger skrivna av Gene Clark, om ej annat anges.

## Medverkande
- Gene Clark – sång, akustisk gitarr

Bidragande musiker
- Jesse Ed Davis – elgitarr
- Chris Ethridge – basgitarr
- Gary Mallaber – trummor
- Mike Utley – orgel
- Ben Sidran – piano